# Louis Bach
Louis Bach, född 14 april 1883 i Paris, död 16 september 1914 i Servon-Melzicourt, var en fransk fotbollsspelare.
Bach blev olympisk silvermedaljör i fotboll vid sommarspelen 1900 i Paris.